# T.M. Stevens
Thomas Michael Stevens (New York, 28 juli 1951 – Englewood (New Jersey), 10 maart 2024) was een Amerikaanse bassist en uitvinder van de muziekstijl heavy metal funk.

## Biografie
Stevens was onder andere studiomuzikant bij James Brown, Joe Cocker, Tina Turner, Steve Vai, Cyndi Lauper, Little Steven en Billy Joel. Hij was kort bandlid van The Pretenders rondom hun album Get Close. Hij is bekend bij een groter publiek door zijn bas-riff aan het begin van de Bobby Sharp-song Unchain My Heart van Joe Cocker. Zijn feitelijke doorbraak als muzikant gebeurde dankzij James Brown. Hij zong in 1985 mee bij Living in America en op het gehele album Gravity is Stevens stem ook te horen.
Als fusionmuzikant werkte hij met Miles Davis, met wie hij ook optrad tijdens het Montreux Jazz Festival. In 2004 toerde Stevens met Jean-Paul Bourelly en de drummer John Blackwell (1973-2017). In 2007 was hij onderweg met The Headhunters. Begin 2009 was Stevens in het project SocialLibrium op een Europese tournee met Bernie Worrell, gitarist Blackbyrd McKnight en Cindy Blackman.
Gelijktijdig toerde hij samen met Stevie Salas, Dave Abbruzzese (voormalige drummer van Pearl Jam) en Bernard Fowler (achtergrondzanger van The Rolling Stones) met het project The IMF's (International Motherfuckers), dat in Europa grote populariteit genoot.
Stevens was ook actief als soloartiest en bracht in 1995 zijn eerste album uit. Sinds 2001 speelde hij met zijn Shocka Zooloo Band met Michael 'Masterblaster' Barnes, Gary 'Gman' Sullivan en de Duitse drummer Wolf 'Wolfman' Simon uit Essen. Ondanks zijn relatieve onbekendheid als soloartiest wordt hij in bekendenkringen als een van de meest technisch doorgewinterde bassisten gezien. Tot zijn handelsmerk behoren scherpe en zeer kleurrijke outfits. Afrikaanse oorlogsbeschildering in het gezicht was voor hem en zijn band vanzelfsprekend, net zo als een zonnebril.
In september 2017 werd bekend dat Stevens leed aan dementie in een vergevorderd stadium en dat hij in een verzorgingshuis in New Jersey moest worden verzorgd. Hij overleed op 10 maart 2024.

## Discografie

### Soloalbums
- 1995: Out of Control (Boom); Japan Release
- 1996: Sticky Wicked; Japan Release
- 1996: Only You; Japan Release
- 1996: Ground Zero; Japan Release
- 1997: Black Night – Deep Purple Tribute According to New York
- 1999: Radioactive
- 2001: Limousine Drive (soundtrack)
- 2001: Shocka Zooloo
- 2007: Africans in the Snow (SPV)

- Bibliothèque nationale de France: cb142300193 (data)
- Gemeinsame Normdatei: 134530861
- International Standard Name Identifier: 0000 0000 3143 8161
- MusicBrainz: 9029ecaf-5a7a-47e1-a98b-f6f3aedb7398
- Nationale Bibliotheek van Israël: 987007281790405171
- Virtual International Authority File: 145660060